# 다카하마촌 (효고현)
다카하마촌(高浜村)은 효고현 시키토군·시카마군에 있던 촌이다. 현재의 히메지시 시카마구의 동부에 해당한다.

## 역사
- 1889년 4월 1일 - 정촌제 시행에 의해 시키토군 6개 촌의 구역을 가지고 성립하였다.
- 1894년 4월 1일 - 오아자 시모나카지마가 분립해 시모나카시마촌이 성립하였다.
- 1896년 4월 1일 - 시카마군이 성립하여 소속이 변경되었다.
- 1936년 4월 1일 - 시카마정에 편입해 동일 다카하마촌은 폐지되었다.

## 참고문헌
- 가도카와 일본지명 대사전 28권 효고현